# Promesostoma
Promesostoma är ett släkte av plattmaskar som beskrevs av L. von Graff 1882. Promesostoma ingår i familjen Promesostomidae.
Släktet innehåller bara arten Promesostoma marmoratum. Promesostoma är enda släktet i familjen Promesostomidae.